# Wheels of Fire
Wheels of Fire — музичний альбом британського гурту Cream. Виданий липень 1968 року лейблом Polydor, ATCO. У травні 2012 року журнал Rolling Stone поставив його на 205 місце в списку 500 найкращих альбомів усіх часів. Він посів 757 місце в третьому виданні 1000 найкращих альбомів Коліна Ларкіна (2000). Загальна тривалість композицій становить 77:57. Альбом відносять до напрямку рок, блюз-рок, психоделічний рок, ейсид-рок. 

## Запис
Планувалося, що третій альбом Cream стане подвійним альбомом, до якого продюсер Atco Records Фелікс Паппаларді та група включатимуть кілька живих виступів. На відміну від Disraeli Gears, які були записані за лічені дні, сесії Wheels of Fire відбувалися невеликими серіями протягом багатьох місяців. У липні та серпні 1967 року група та Паппаларді записали студійний матеріал на студії IBC у Лондоні. Записи тривали короткими сесіями в Atlantic Studios у вересні, жовтні та грудні 1967 року. Подальша робота відбулася в Atlantic у лютому 1968 року, під час перерви в розкладі важкого туру гурту. Наступного місяця Паппаларді наказав відправити мобільну студію звукозапису в Лос-Анджелесі до Fillmore Auditorium і Winterland Ballroom у Сан-Франциско. Шість шоу було записано в Сан-Франциско Паппаларді та інженером звукозапису Біллом Халверсоном, а додаткові виступи, не включені до Wheels of Fire, потрапили до Live Cream і Live Cream Volume II. Студійні записи та зведення для альбому були завершені в червні 1968 року, майже через рік після їх початку.

## Список пісень
Disc one: In the Studio
| Side one | Side one                      | Side one                                            | Side one   |
| #        | Назва                         | Автор                                               | Тривалість |
| -------- | ----------------------------- | --------------------------------------------------- | ---------- |
| 1.       | «White Room»                  | Jack Bruce, Pete Brown 3                            | 4:58       |
| 2.       | «Sitting on Top of the World» | Walter Vinson, Lonnie Chatmon; arr. Chester Burnett | 4:58       |
| 3.       | «Passing the Time»            | Ginger Baker, Mike Taylor 1 3                       | 4:32       |
| 4.       | «As You Said»                 | Bruce, Brown                                        | 4:20       |
| 18:48    |                               |                                                     |            |

| Side two | Side two                       | Side two                        | Side two   |
| #        | Назва                          | Автор                           | Тривалість |
| -------- | ------------------------------ | ------------------------------- | ---------- |
| 1.       | «Pressed Rat and Warthog»      | Baker, Taylor                   | 3:13       |
| 2.       | «Politician»                   | Bruce, Brown 3                  | 4:12       |
| 3.       | «Those Were the Days»          | 3 Baker, Taylor                 | 2:53       |
| 4.       | «Born Under a Bad Sign»        | Booker T. Jones, William Bell 3 | 3:09       |
| 5.       | «Deserted Cities of the Heart» | Bruce, Brown 2 3                | 3:38       |
| 17:05    |                                |                                 |            |

Disc two: Live at the Fillmore
| Side three | Side three   | Side three                   | Side three                                                | Side three |
| #          | Назва        | Автор                        | Recording date                                            | Тривалість |
| ---------- | ------------ | ---------------------------- | --------------------------------------------------------- | ---------- |
| 1.         | «Crossroads» | Robert Johnson, arr. Clapton | 10 March 1968 at Winterland, San Francisco, CA (1st show) | 4:18       |
| 2.         | «Spoonful»   | Willie Dixon                 | 10 March 1968 at Winterland, San Francisco, CA (1st show) | 16:47      |
| 21:05      |              |                              |                                                           |            |

| Side four | Side four   | Side four | Side four                                                  | Side four  |
| #         | Назва       | Автор     | Recording date                                             | Тривалість |
| --------- | ----------- | --------- | ---------------------------------------------------------- | ---------- |
| 1.        | «Traintime» | Bruce 4   | 8 March 1968 at Winterland, San Francisco, CA (1st show)   | 7:02       |
| 2.        | «Toad»      | Baker     | 7 March 1968 at The Fillmore, San Francisco, CA (2nd show) | 16:16      |
| 23:18     |             |           |                                                            |            |

## Чарти

### Щотижневі чарти
| Чарти (1968–2013)                       | Найвища позиція |
| --------------------------------------- | --------------- |
| Australian Albums (Kent Music Report)   | 1               |
| Canadian Top 50 Albums (RPM)            | 1               |
| Хорватія Croatian Foreign Albums (IFPI) | 25              |
| French Albums (SNEP)                    | 2               |
| Finnish Albums (Soumen Virallinen)      | 3               |
| Німеччина German Albums (Media Control) | 15              |
| Норвегія Norwegian Albums (VG-lista)    | 16              |
| UK Albums (OCC)                         | 3               |
| US Billboard 200                        | 1               |
| US Top R&B Albums (Billboard)           | 11              |

## Сертифікації
| Регіон | Сертифікація | Продажі  |
| --- | ------------ | -------- |
| Австралія (ARIA)                                                                                                 | Платиновий   | 70 000^  |
| Велика Британія (BPI)                                                                                            | Срібний      | 60 000   |
| США (RIAA) | Золотий      | 500 000^ |
| ^відвантаження, що базуються лише на сертифікаціях · продажі+прослуховування, що базуються лише на сертифікаціях |              |          |